# 316

## Esdeveniments
- Imperi Romà: Esclata la guerra civil entre Licini I i Constantí I el Gran.

## Naixements
- Savaria (Pannònia): Sant Martí de Tours, bisbe. (m. 397)

## Necrològiques
- Sebaste (Armènia): Sant Blai, bisbe, màrtir.